# Josef Benetseder
Josef Benetseder (Ried im Innkreis, Alta Àustria, 10 de febrer de 1983) és un ciclista austríac, que fou professional del 2006 al 2016. Actualment exerceix de director esportiu.

## Palmarès
- 2010
  - Vencedor d'una etapa a la Volta a l'Alta Àustria
- 2013
  - 1r al Tour Bohemia